# Reykjanestá
Reykjanestá är en udde i republiken Island.   Den ligger i regionen Suðurnes, i den sydvästra delen av landet, 50 km sydväst om huvudstaden Reykjavík.
Terrängen inåt land är platt. Havet är nära Reykjanestá åt sydväst.  Närmaste större samhälle är Grindavík, 13,7 km öster om Reykjanestá. 